# Coucou oriental
Cuculus optatus
Espèce
Le Coucou oriental (Cuculus optatus) est une espèce de Coucous, oiseaux de la famille des Cuculidae. Son aire de répartition s'étend à travers l'Asie ; il hiverne dans la péninsule Malaise, en Insulinde et dans l'ouest de l'Océanie.
C'est une espèce monotypique (non subdivisée en sous-espèces), considérée par certains auteurs comme une sous-espèce de Cuculus saturatus.

## Description
Le coucou oriental mesure de 28 à 34 cm. Son plumage à bandes noires épaisses sur le ventre lui donne un aspect d'épervier.